# 진폭
진폭(振幅, 문화어: 떨기너비)은 주기적으로 진동하는 파동이나 진동이 평형 위치(평균 위치)에서 얼마나 크게 벗어나는지를 나타내는 값을 의미한다. 파동의 가장 높은 지점인 마루 또는 가장 낮은 지점인 골이 평형 위치로부터 떨어진 거리이다. 

## 파동방정식의 진폭
단순한 파동방정식에서
{\displaystyle x=A\sin(t-K)+b\ ,}
A는 파동의 진폭(Amplitude)을 말한다. 마루에서 골까지 전체 높이(피크-투-피크 진폭)는 2A로 나타낸다.

## 같이 보기
- 파동
  - 진동수
  - 파장
  - 진폭 변조
  - 반동